# 国道151号

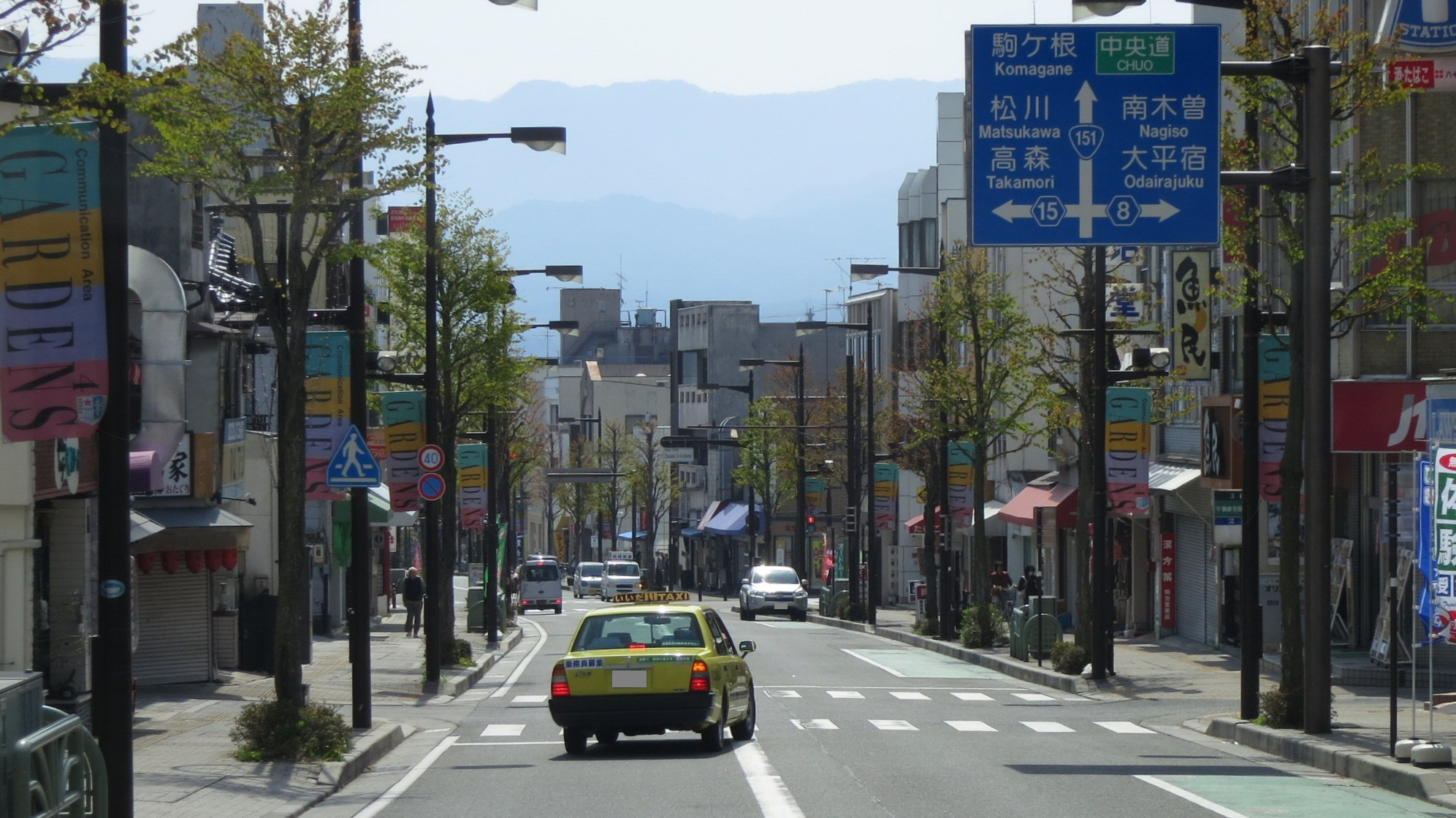
国道151号 起点
長野県飯田市
中央通り三・四丁目交差点

国道151号（こくどう151ごう）は、長野県飯田市から愛知県豊橋市に至る一般国道である。

## 概要

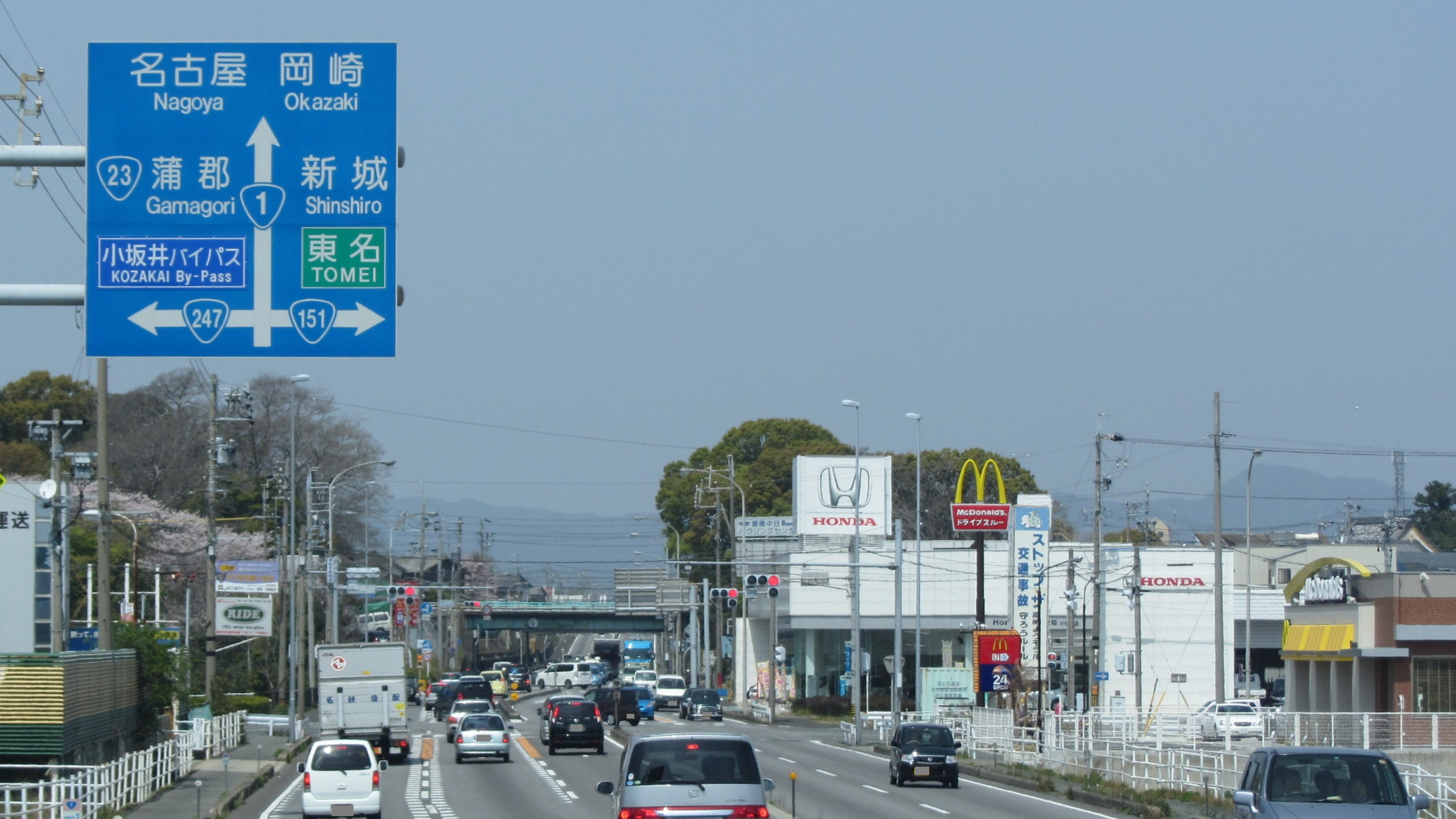
国道1号（重複区間）との分岐
愛知県豊川市・宮下交差点

起点の飯田市より、長野県南部の南信州地域を経由し、愛知県では奥三河山間部地域を経て、途中の豊川市で国道1号と重複した後、終点の豊橋市に至る路線である。概ね山間部を通行する路線である。

### 路線データ
一般国道の路線を指定する政令に基づく起終点および重要な経過地は次のとおり。
- 起点：飯田市（中央通り三・四丁目交差点 = 国道256号上、長野県道8号飯田南木曽線起点、長野県道15号飯島飯田線・長野県道18号伊那生田飯田線・長野県道21号飯田停車場線終点）
- 終点：豊橋市（西八町交差点 = 国道1号上、愛知県道528号豊橋幸田線起点、国道247号・国道259号終点）
- 重要な経過地：長野県下伊那郡阿南町、愛知県北設楽郡東栄町、同県南設楽郡鳳来町[注釈 2]、新城市、豊川市（馬場町）、同県宝飯郡小坂井町[注釈 3]
- 総延長 : 130.7 km（長野県 45.3 km、愛知県 85.4 km）重用延長を含む。[2][注釈 4]
- 重用延長 : 3.9 km（長野県 - km、愛知県 3.9 km）[2][注釈 4]
- 未供用延長 : なし[2][注釈 4]
- 実延長 : 126.8 km（長野県 45.3 km、愛知県 81.6 km）[2][注釈 4]
  - 現道 : 126.0 km（長野県 44.4 km、愛知県 81.6 km）[2][注釈 4]
  - 旧道 : 0.5 km（長野県 0.5 km、愛知県 - km）[2][注釈 4]
  - 新道 : 0.3 km（長野県 0.3 km、愛知県 - km）[2][注釈 4]
- 指定区間：国道1号と重複する区間（愛知県豊川市・宮下交差点 - 豊橋市・西八町交差点（終点））[3]

## 歴史
- 1953年（昭和28年）5月18日 - 二級国道151号飯田豊橋線（飯田市 - 豊橋市）として指定施行[4]。
- 1965年（昭和40年）4月1日 - 道路法改正により一級・二級区分が廃止されて一般国道151号として指定施行[1]。

## 路線状況

### 通称
- 伊那街道（豊橋市 - 新城市）
- 別所街道（新城市）
- 遠州街道（新城市）

### バイパス
- 落合新野バイパス
- 新野峠バイパス（バイパス北側の拡幅事業中）[5][6]
- 三輪バイパス
- 新城バイパス
  - 新城（しんしろ）バイパスは、愛知県新城市八束穂の清井田交差点から同市川田の川田山田平交差点に至る延長8.690 kmのバイパス道路である[7]。1時間交通圏形成の東三河縦貫軸として[注釈 5][8]、またバイパス起点付近で接続予定の新東名高速道路 新城ICへのアクセス道路を企図[9]して建設された。2010年（平成22年）に暫定2車線で供用を開始し、以降は両側歩道を有する完成4車線に向けて整備中である[10]。
  - かつてJR東海飯田線南側に広がる新城市街地の人家連担地区を通過していた本線は、両側2車線は確保していたが歩道の未設置区間や4箇所の屈曲点を抱えており、自動車の通行に支障を来していた[10]。そこで、飯田線の北側を迂回するバイパス道路を計画し、1972年（昭和47年）に事業着手した[11][12]。1980年代[要出典]より終点側から順次部分開通し、事業着手から38年が経過した2010年（平成22年）3月26日の飯田線跨線橋を含む1.9 kmの完成によって暫定2車線として全線の供用を開始した[11][13]。
  - バイパス開通後、旧道は新城市道、愛知県道439号能登瀬新城線および愛知県道446号新城停車場線に指定変更された。また、新城IC接続予定地付近に道の駅もっくる新城が、2015年（平成27年）3月21日にオープンした[14][15]。
- 一宮バイパス
  - 一宮（いちのみや）バイパスは、愛知県新城市から愛知県豊川市の豊川IC付近に至る延長7.4 kmの事業中のバイパス道路である[16]。新城バイパスの整備とともに、広域的交通の観点から新城バイパスの終点側と連続して東名高速道路 豊川ICにかけてのバイパス道路整備を求める声が愛知県議会で長年にわたって挙がっていた[16][17]。これに対して、愛知県は2008年（平成20年）よりバイパス道路整備の事業着手することとなった[18]。

### 重複区間

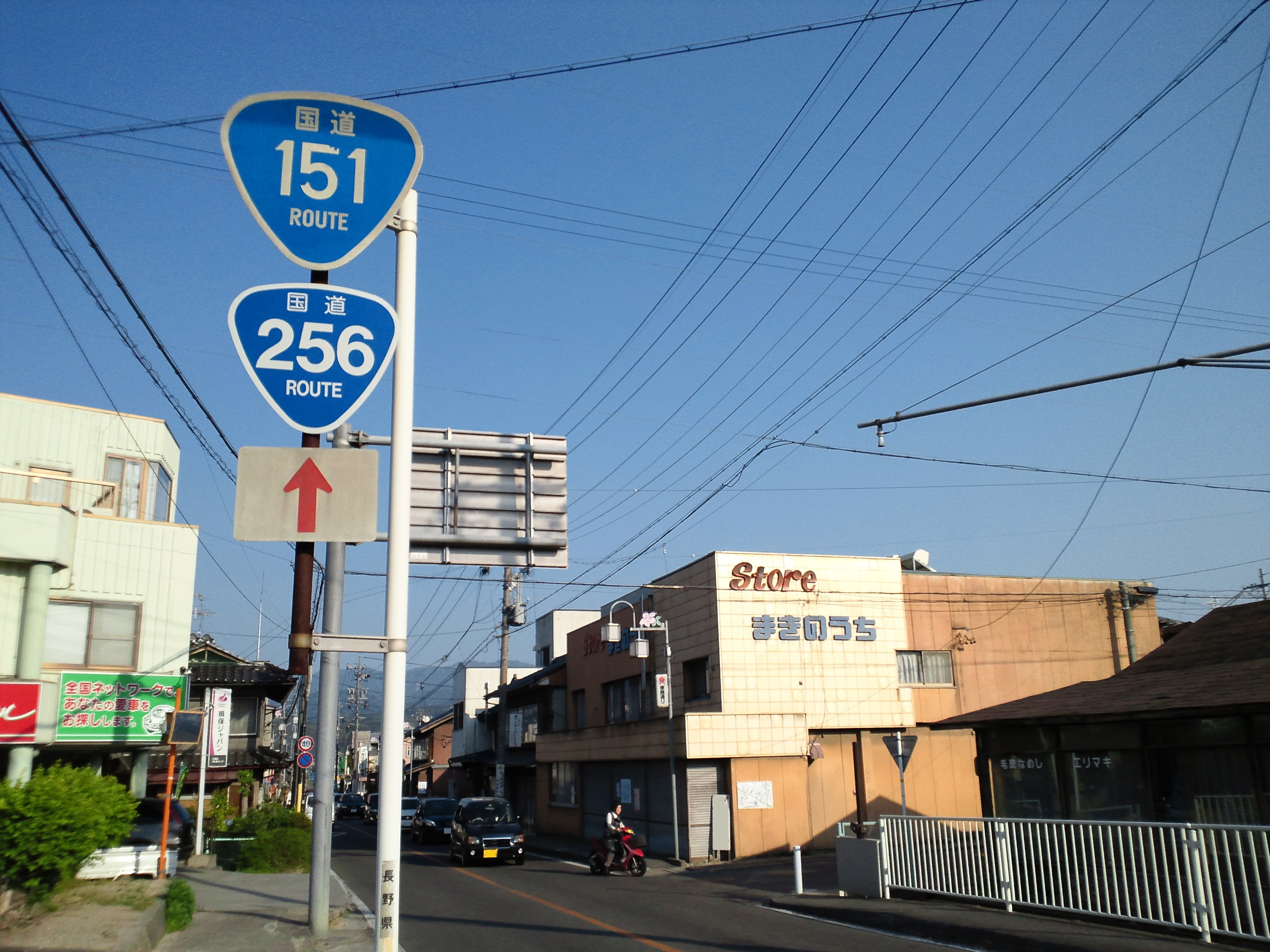
飯田市鼎東鼎。国道256号との重複区間（2013年5月）

- 国道256号（長野県飯田市・中央通り二・三丁目交差点（起点） - 飯田市八幡町）
- 国道473号（愛知県東栄町・中設楽交差点 - 東栄町中設楽）
- 国道257号（愛知県新城市・長篠交差点東方 - 新城市・有海交差点）
- 国道1号・国道247号（愛知県豊川市・宮下交差点 - 終点）

### 道路施設

#### 道の駅
- 長野県
  - 信濃路下條（下伊那郡下條村）
  - 信州新野千石平（下伊那郡阿南町）
- 愛知県
  - 豊根グリーンポート宮嶋（北設楽郡豊根村）
  - もっくる新城（新城市）

## 地理

### 通過する自治体
- 長野県
  - 飯田市 - 下伊那郡下條村 - 下伊那郡阿南町
- 愛知県
  - 北設楽郡豊根村 - 北設楽郡東栄町 - 新城市 - 豊川市 - 豊橋市

### 交差する道路

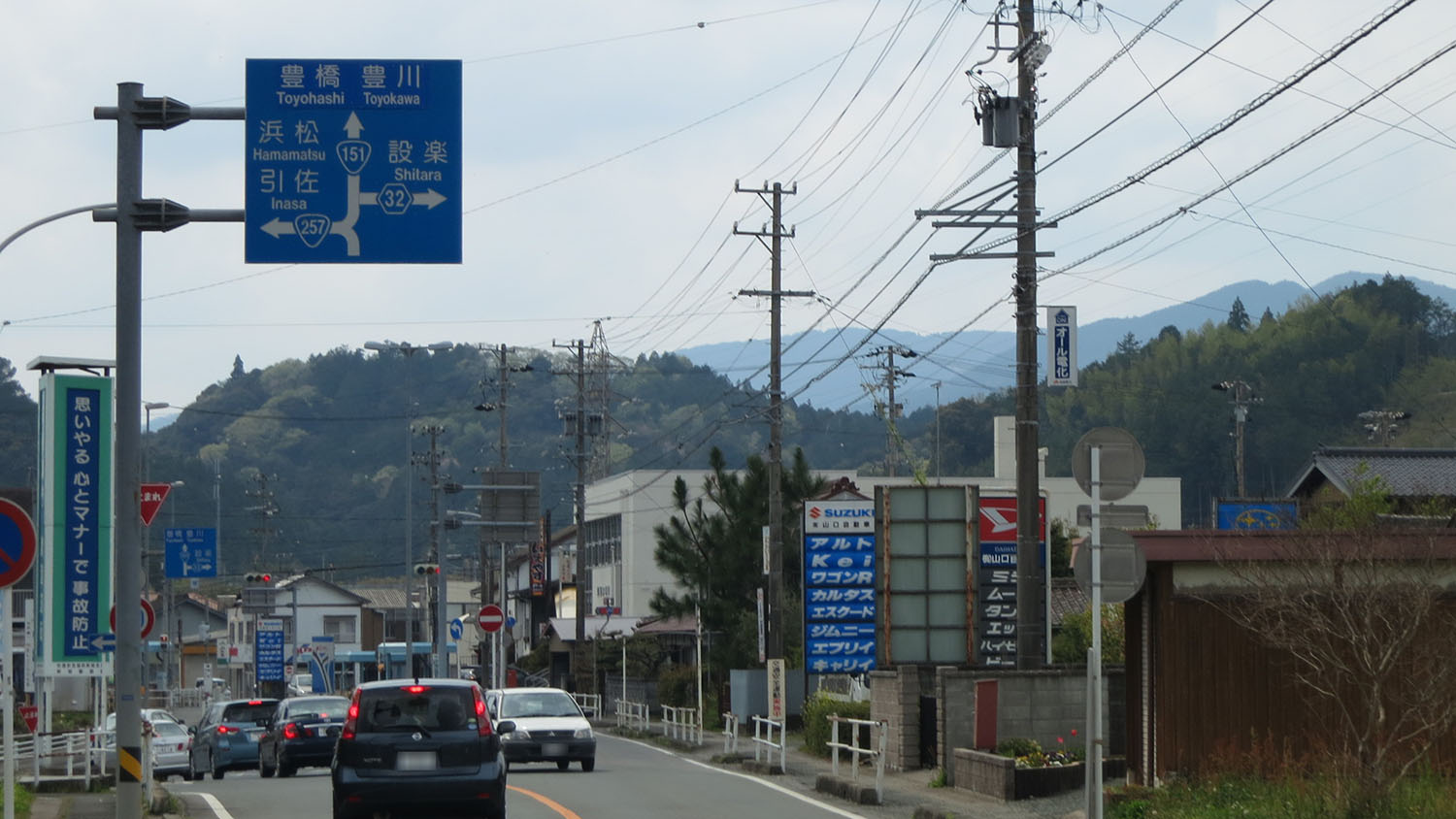
国道257号との分岐
愛知県新城市長篠大門

- 国道256号（飯田市中央通り二・三丁目交差点）
- 国道153号（飯田市鼎東鼎・東鼎交差点）
- 国道256号（飯田市八幡町・八幡様前交差点）
- 天龍峡インターチェンジ - 三遠南信自動車道（飯田市）
- 国道418号（阿南町新野・道の駅信州新野千石平）
- 国道473号（東栄町中設楽）
- 鳳来峡インターチェンジ - 三遠南信自動車道・三遠道路区間（新城市名号）
- 国道257号（新城市長篠、新城市有海）
- 新城インターチェンジ - 新東名高速道路（新城市八束穂）
- 国道301号（新城市杉山北交差点）
- 豊川インターチェンジ - 東名高速道路（豊川市）
- 国道362号（豊川市馬場町交差点）
- 国道1号、国道247号（小坂井バイパス）（豊川市宮下交差点）
- 国道1号、国道23号（蒲郡街道）、国道259号（田原街道）（豊橋市西八町交差点）

### 主な峠
- 新野峠
- 太和金峠（太和金トンネル）

## ギャラリー

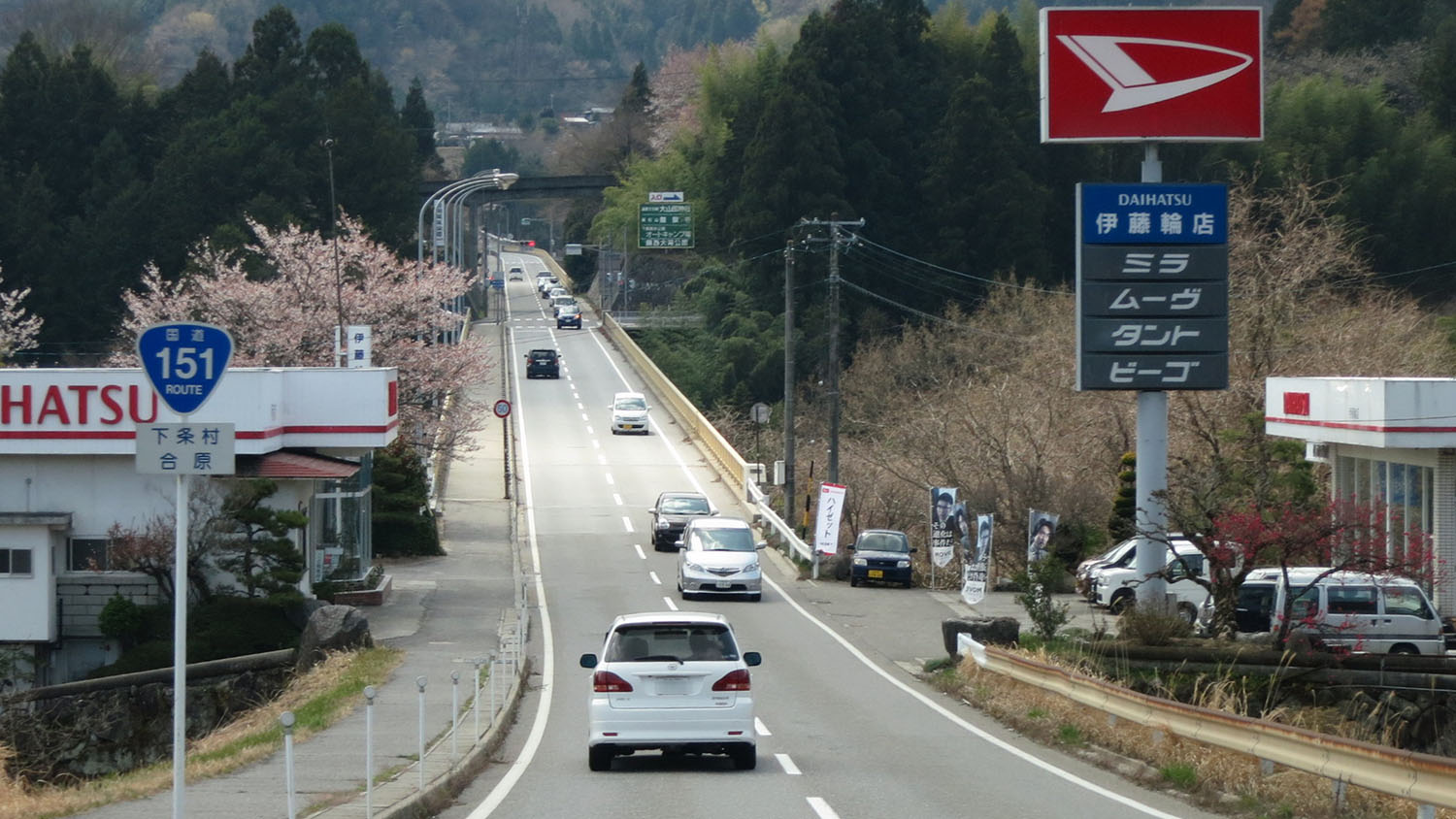
長野県下伊那郡下條村
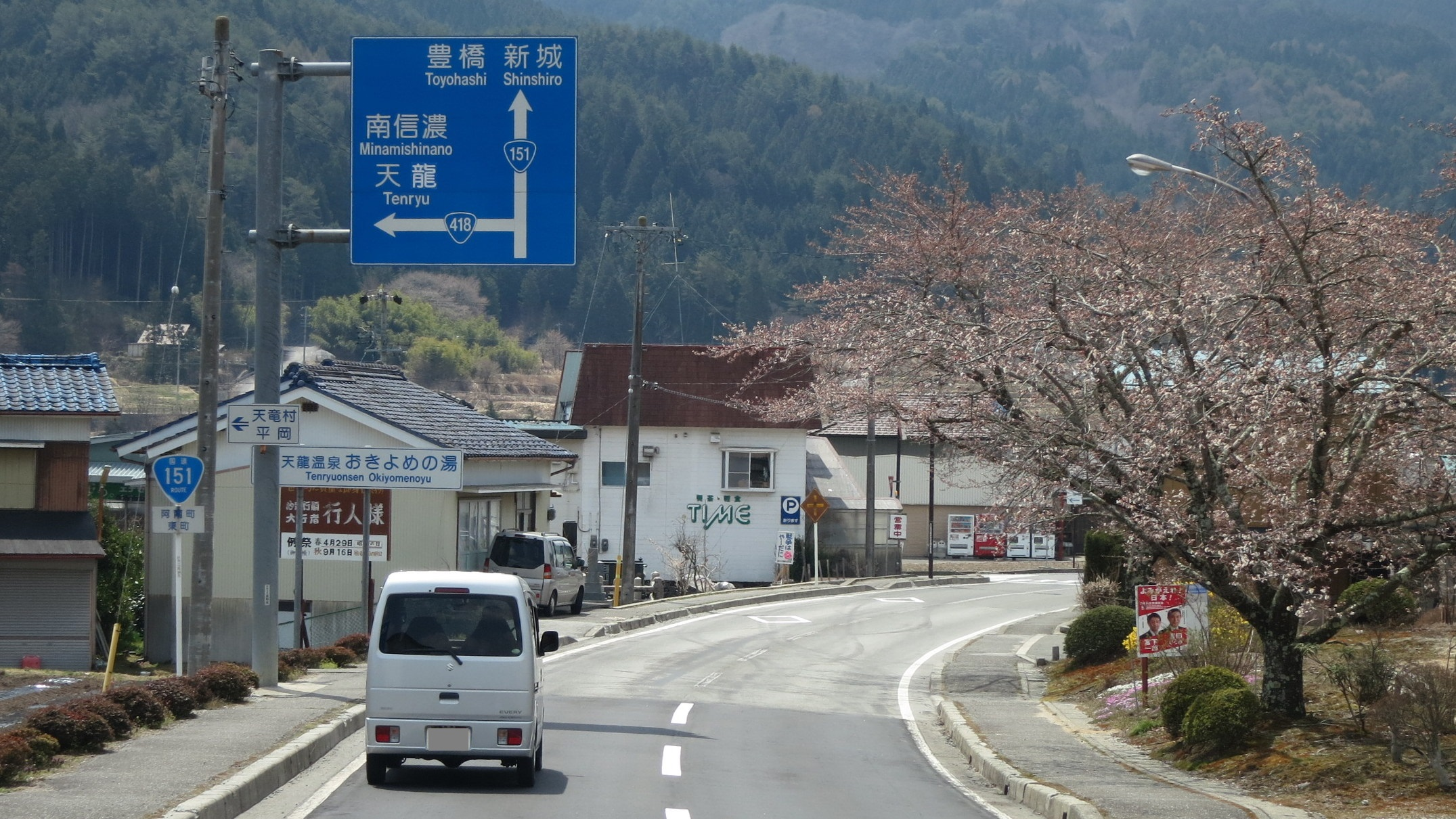
国道418号との分岐 長野県下伊那郡阿南町
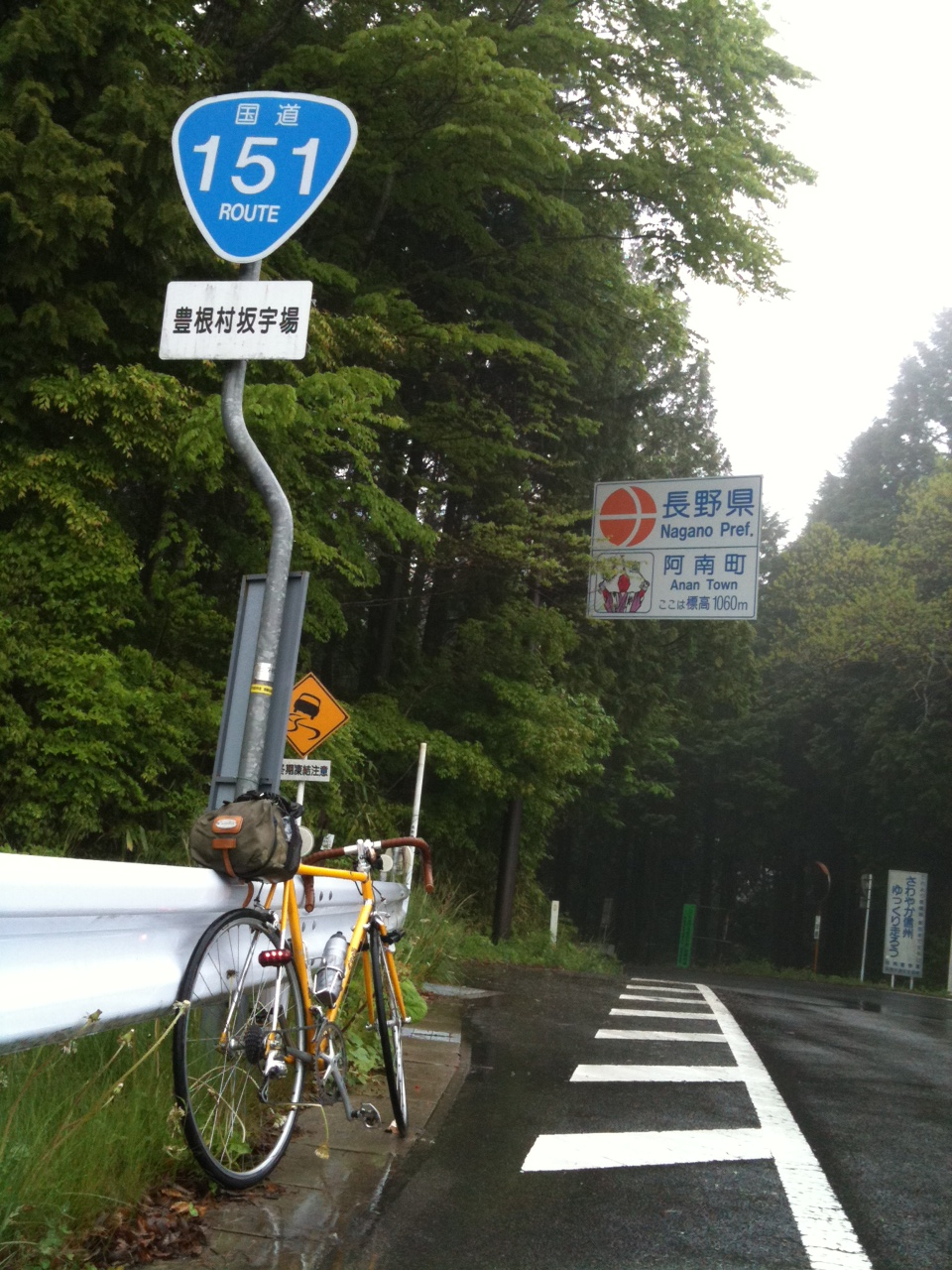
新野峠（愛知県豊根村・長野県阿南町）
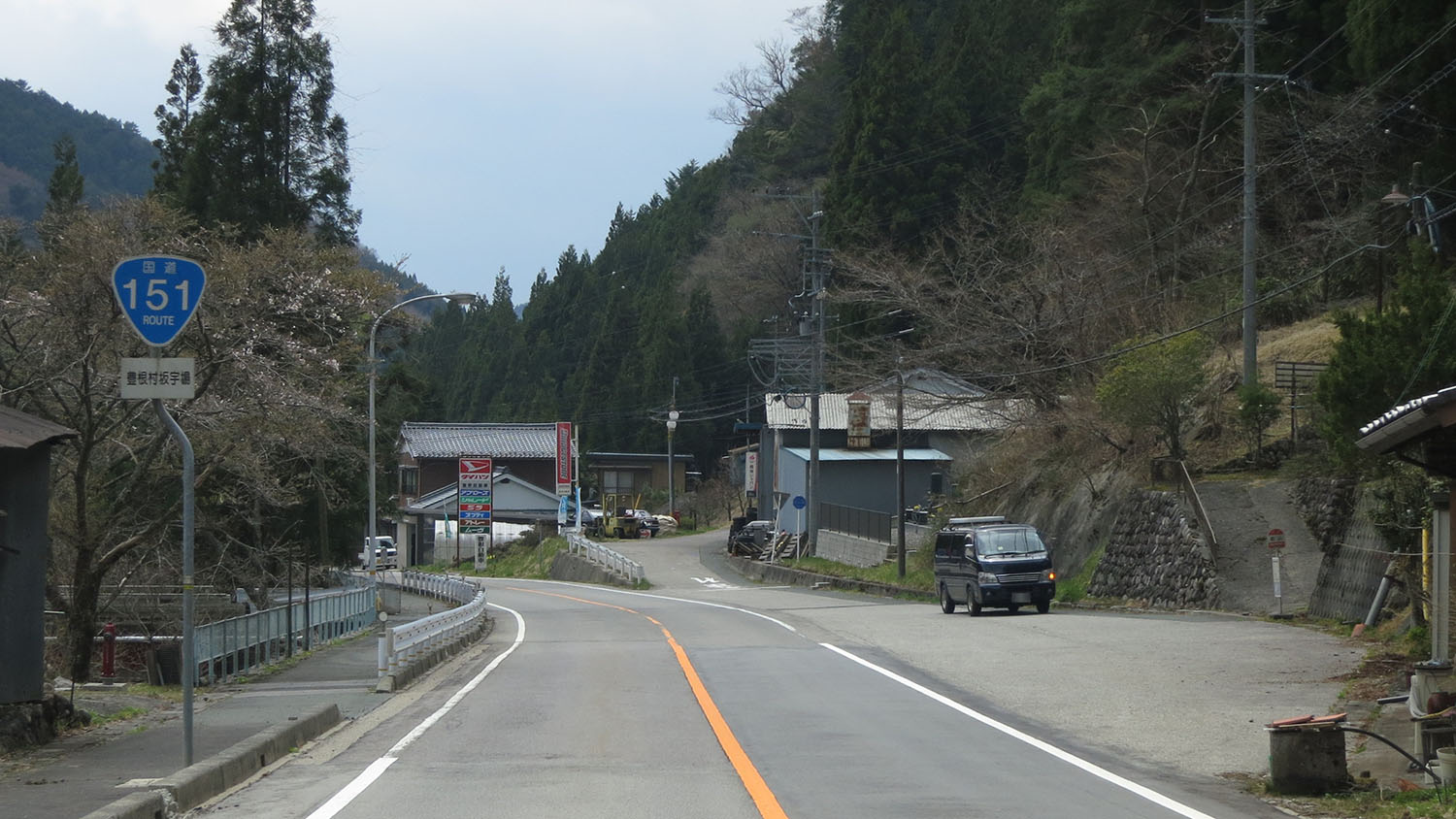
愛知県北設楽郡豊根村
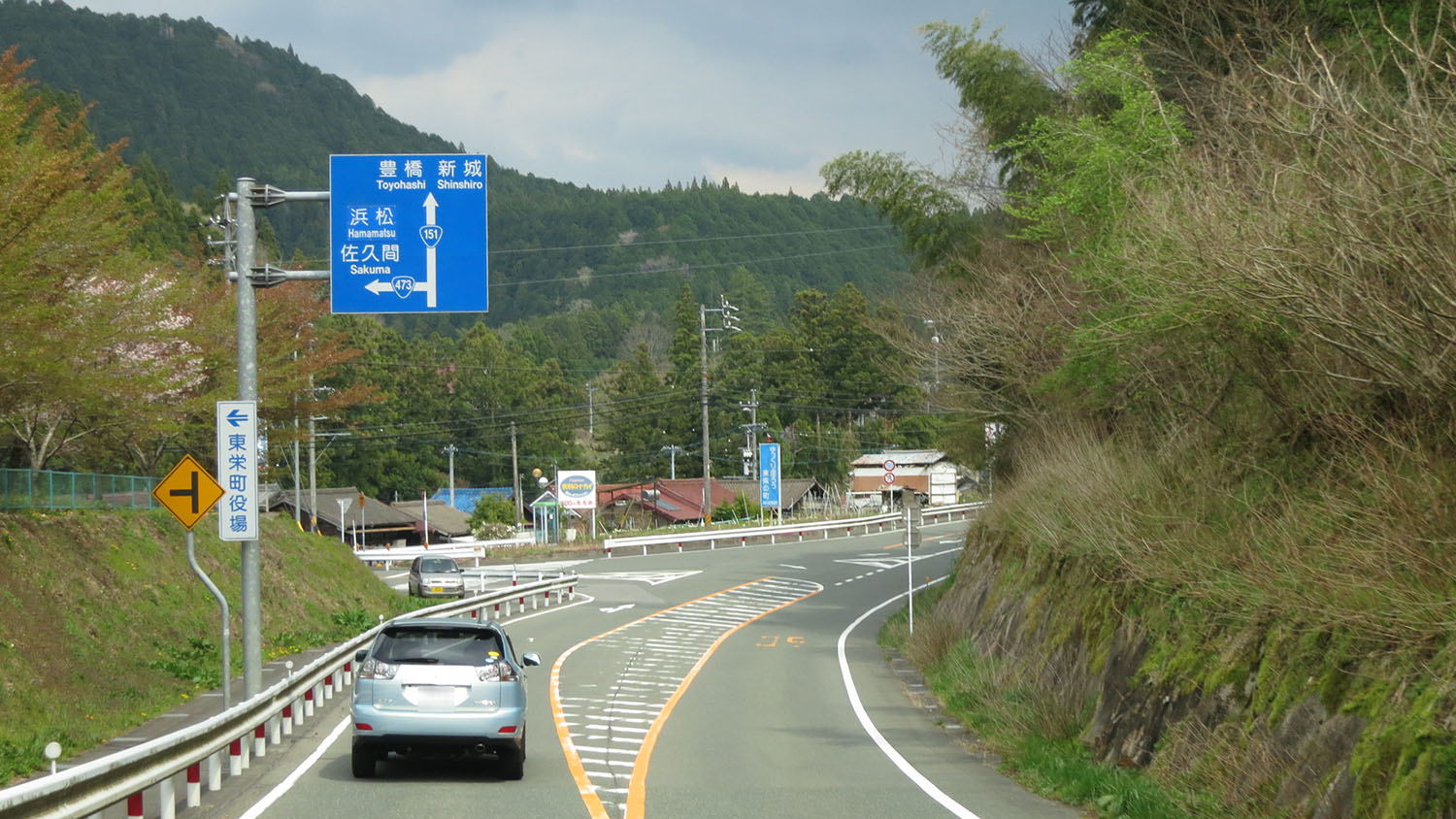
国道473号との分岐 愛知県北設楽郡東栄町